# Rhaphidophora bicornuta
Rhaphidophora bicornuta är en insektsart som beskrevs av Heinrich Hugo Karny 1937. Rhaphidophora bicornuta ingår i släktet Rhaphidophora och familjen grottvårtbitare. Inga underarter finns listade i Catalogue of Life.